# رينو أوسترال
رينو أوسترال هي سيارة كروس أوفر من إنتاج مجموعة رينو وهي خليفة سيارة رينو كادجار، بدأ إنتاجها في يوليو 2022.